# Ёвонруд
Ёванруд (тадж. Ёвонрӯд; до 31 июля 2023 года — Явансу) — река, протекающая по территории районов республиканского подчинения и Хатлонской области Таджикистана. Правый приток реки Вахш. Крупнейшие притоки — Ишмасай, Маргоб (Нарынсу), Даганасу, Маргруд (Меркесу), Кайнарбулак (все правые). В низовье река носит название Шурдарья.
Длина — 102 км. Площадь водосбора — 1190 км². Количество притоков протяжённостью менее 10 км расположенных в бассейне Ёвонруда — 66, их общая длина составляет 147 км.
Средневзвешенная высота водосбора — 1400 м. Коэффициент внутригодового стока — 0,04. Месяц с наибольшим стоком — апрель. 3 % от годового стока приходится на период с июля по сентябрь. Тип питания — снего-дождевое.
На реке расположены населённые пункты — Чорроха, Куимат, Хасани, Чарогчи, Оходжар, Гульго, Яван, Джанбош, Кингинджар, Чоргуль, Тагайабад и Озодии-Шарк.

### Комментарии
1. ↑  площадь водосбора определена только до поста из-за невыраженности рельефа в нижнем течении реки и переплетения с рукавами соседней реки
2. ↑  отношение величины стока за период июль-сентябрь к величине стока за период март-июнь